# Feliniopsis nabalua
Feliniopsis nabalua là một loài bướm đêm trong họ Noctuidae.